# Парк Табачників
31°47′28.16″ пн. ш. 35°14′29.45″ сх. д. / 31.7911556° пн. ш. 35.2415139° сх. д.

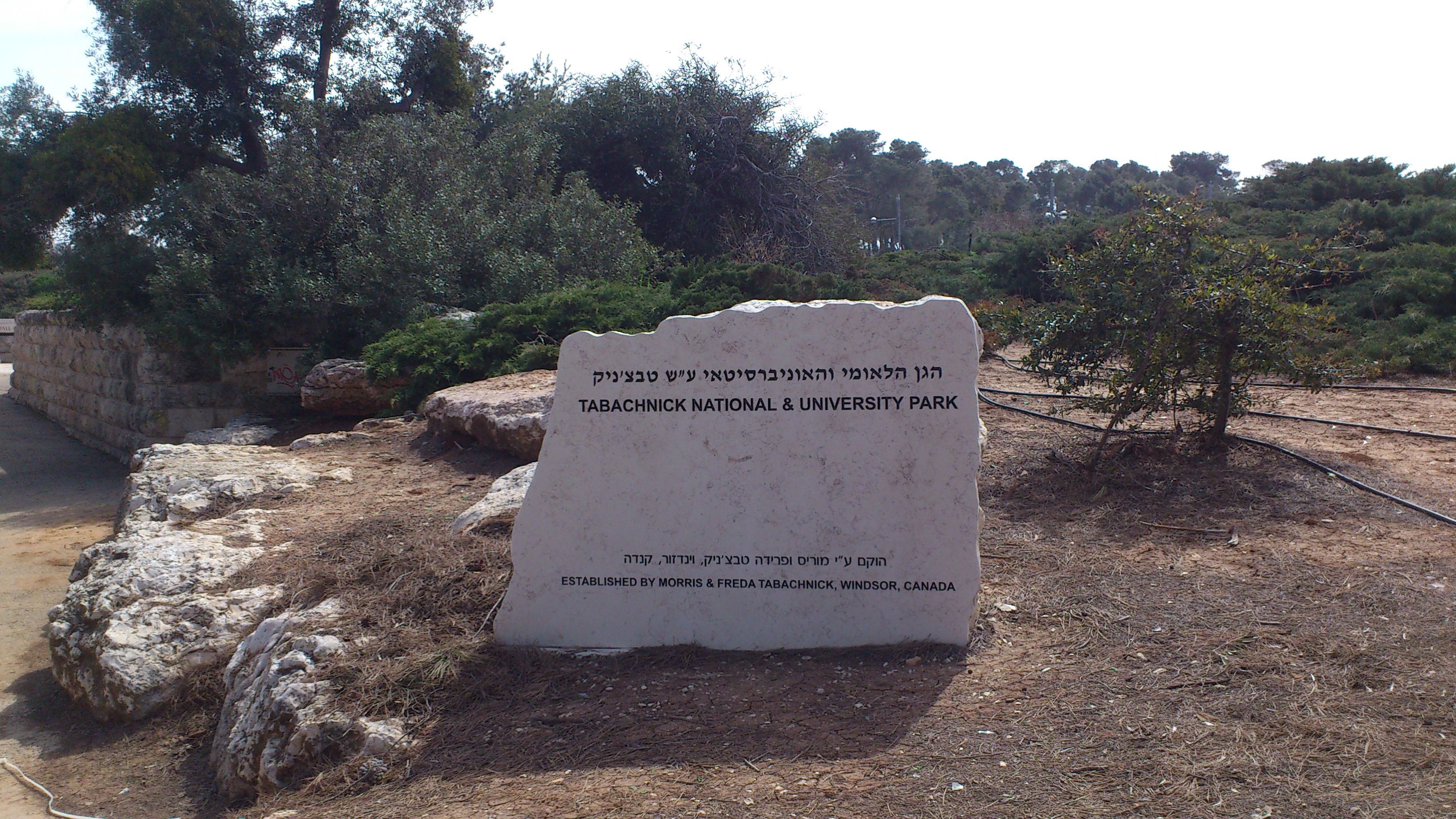

Національний сад Табачника — це національний парк, що розташований на південному схилі Гори Скопус у Єрусалимі, поблизу Єврейського університету.
На території парку збереглася Меморіальна стіна студентів, полеглих при захисті держави, два маленькі цвинтарі: «Кладовище Бентвіч», присвячене британському сіоністу-активісту - Герберту Бентвічу та його родині; і кладовище, що належить Єрусалимській Американській Колонії. 
У парку також є багато єврейських поховальних печер від періоду Другого Храму. У національному саді Табачника розташовані два наглядових майданчики: один на Схід до Мертвого моря та Юдейської пустелі, інший - на Захід до Храмової гори.

## Галерея

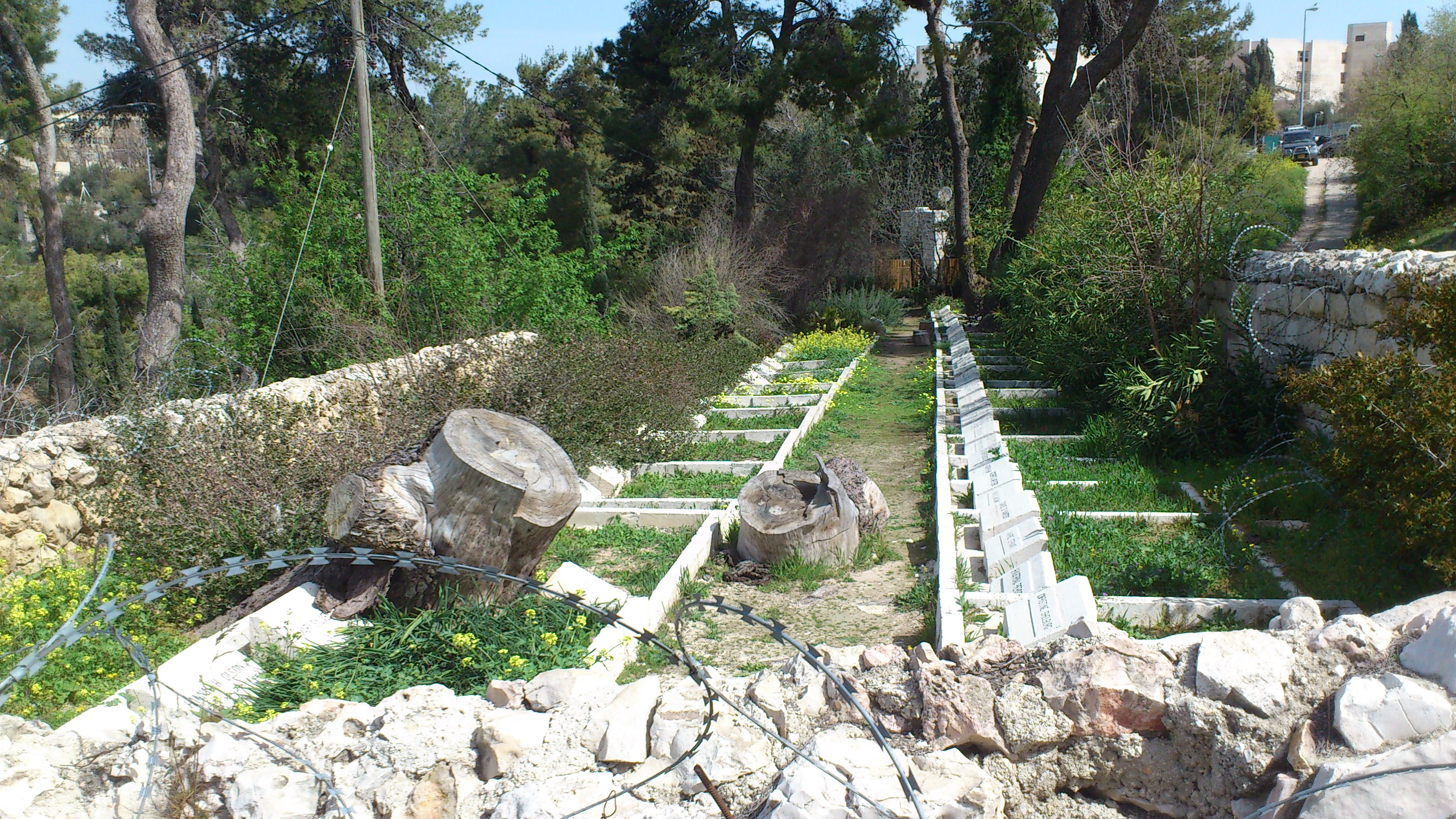
Кладовище Єрусалимської Американської Колонії
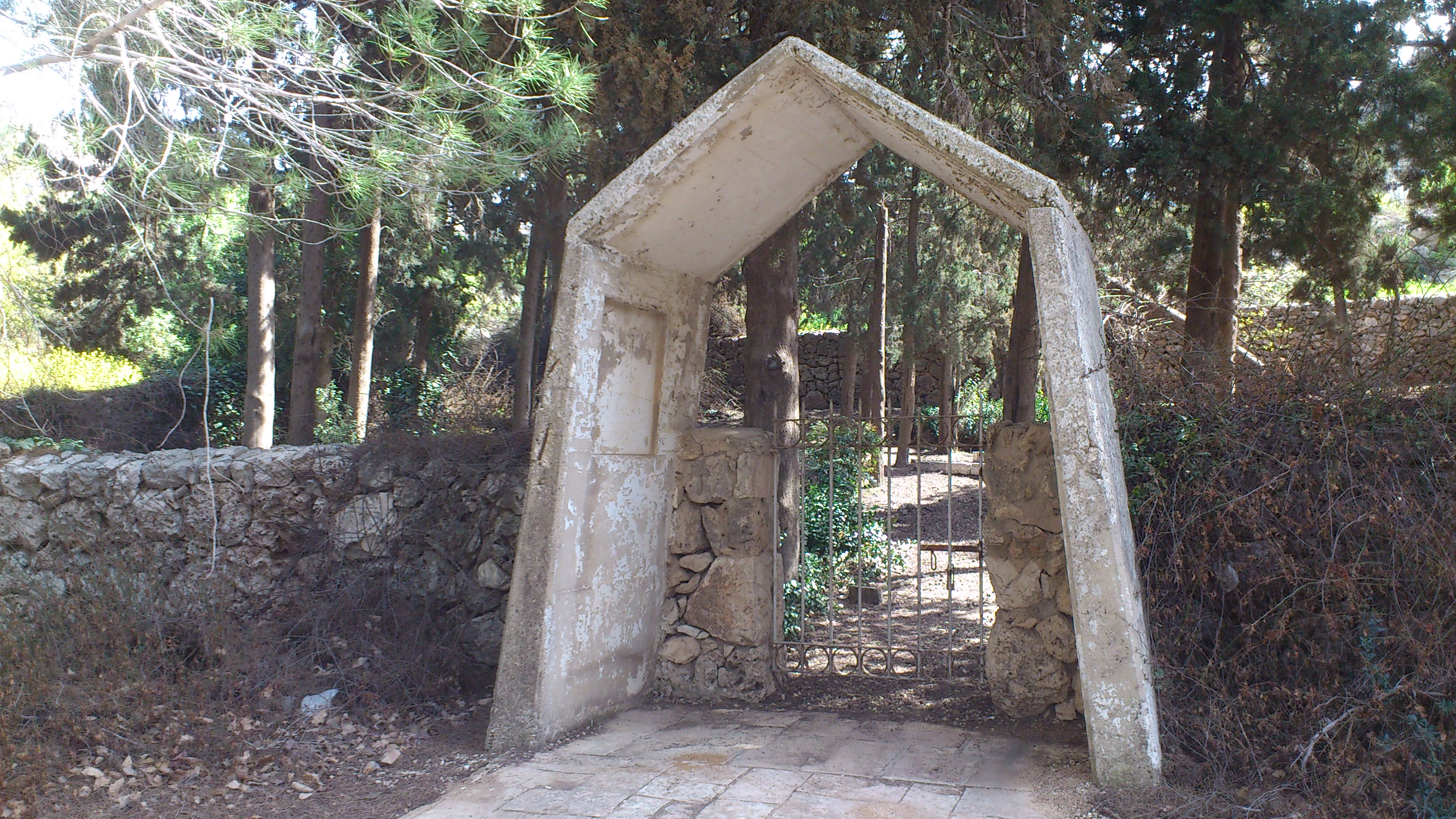
Вхід до кладовища Бентвіч
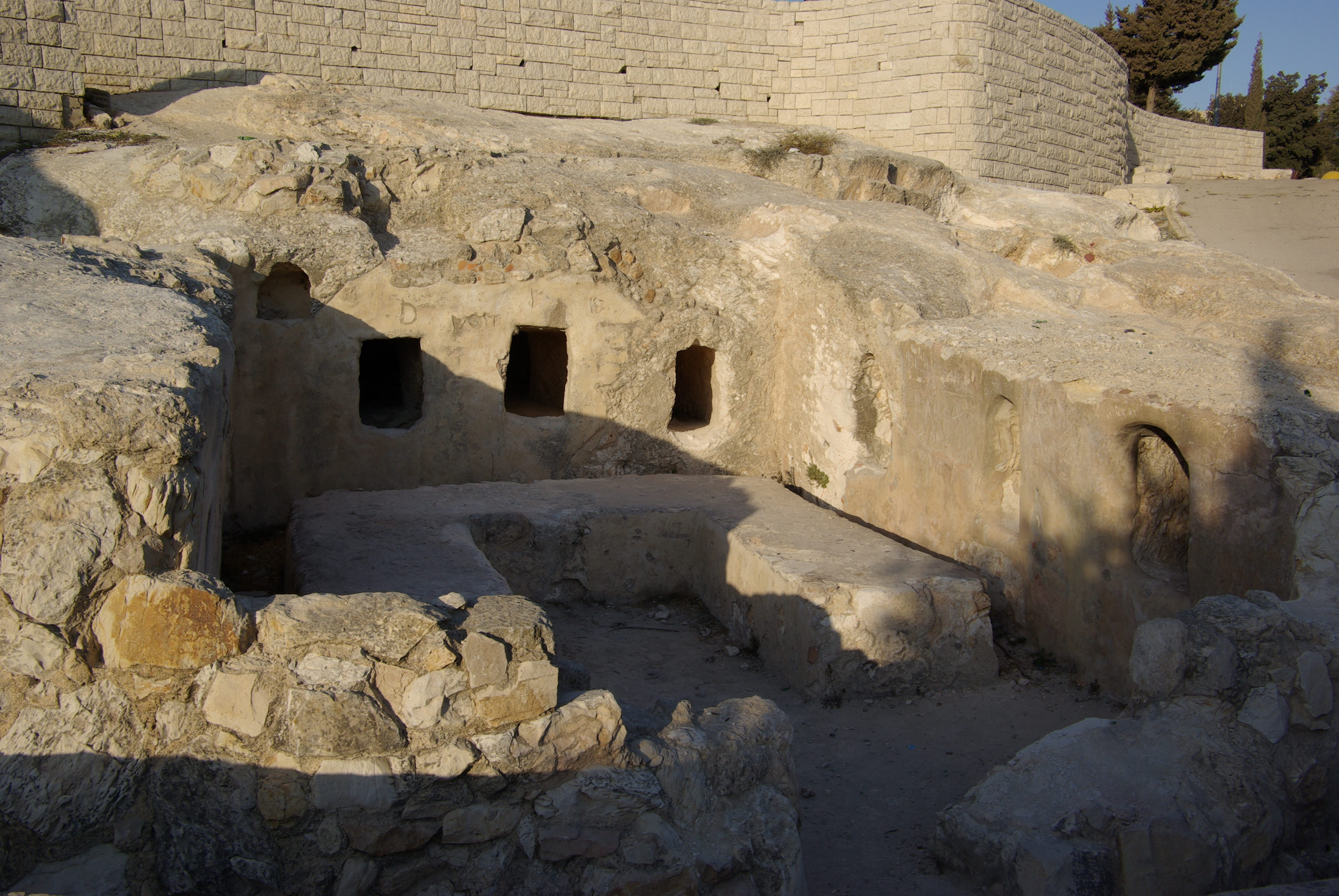
Єврейські похоронні печери від періоду Другого Храму